# Daniel Nowak
Daniel Nowak (ur. 8 marca 1953 w Starzynie) – polski duchowny rzymskokatolicki, infułat kapitulny kapituły kolegiackiej wejherowskiej, proboszcz parafii Chrystusa Króla i bł. Alicji Kotowskiej w Wejherowie od 1987, dziekan Dekanatu Wejherowo od 2015, kustosz Sanktuarium bł. Alicji Kotowskiej i Towarzyszy, kapelan Stowarzyszenia Rodzina Piaśnicka.

## Życiorys
Urodził się 8 marca 1953 w Starzynie. Jest wnukiem zamordowanego Lesie Piaśnickim Tomasza Nowaka, wójta gminy Krokowa. Uczęszczał do Liceum Ogólnokształcącego w Pucku. Następnie ukończył Wyższe Seminarium Duchowne w Pelplinie. 14 maja 1978 z rąk biskupa chełmińskiego Bernarda Czaplińskiego przyjął święcenia w stopniu prezbiteratu. W pierwszych latach kapłaństwa był bliskim współpracownikiem ks. Bernarda Sychty, któremu pomagał między innymi w przepisywaniu  „Słownika gwar kaszubskich na tle kultury ludowej”. Pełnił posługę wikariusza w parafiach Narodzenia NMP w Osielsku, św. Andrzeja Boboli w Gdyni oraz św. Leona Wielkiego w Wejherowie. 27 stycznia 1987 biskup chełmiński Marian Przykucki mianował go proboszczem nowo utworzonej parafii pw. Chrystusa Króla w Wejherowie, gdzie rozpoczął budowę kościoła. Na terenie parafii wzniósł także bramę-kaplicę „Ecce Patria”.
Ks. Daniel Nowak zaangażował się w działalność na rzecz upamiętnienie zbrodni w Lesie Piaśnickim. Jest kustoszem Sanktuarium bł. Alicji Kotowskiej i Towarzyszy. Jest także współzałożycielem i kapelanem utworzonego w 1996 Stowarzyszenia Rodzina Piaśnicka. Jego staraniem wzniesiono nową kaplicę oraz odnowiono masowe groby w Lesie Piaśnickim.
Od 25 czerwca 2015 pełni funkcję dziekana Dekanatu Wejherowo.
14 września 1995 ks. Daniel Nowak decyzją metropolity gdańskiego Tadeusza Gocłowskiego został mianowany prałatem penitencjarzem kapituły kolegiackiej wejherowskiej. 30 czerwca 2020 arcybiskup Sławoj Leszek Głódź uhonorował go tytułem infułata kapitulnego tejże kapituły.

## Nagrody
- Statuetka Jakuba Wejhera (2011)[13];
- Pierścień „Inki” (2017)[14]
- Srebrna Tabakierą Abrahama (2019)[15]